# マイク・ウィリアムソン
マイケル・ジェームズ・"マイク"・ウィリアムソン（Michael James "Mike" Williamson, 1983年11月8日 - ）は、イングランド・ストーク＝オン＝トレント出身の元サッカー選手、サッカー指導者。現役時代のポジションはディフェンダー。

## 来歴

### クラブ
トーキー・ユナイテッドFCの下部組織出身プレーヤー。2001年にトップチームに昇格した。
2001年にサウサンプトンFCへ完全移籍した。2003年にトーキーヘレンタル移籍で復帰。2004年にドンカスター・ローヴァーズFC、ウィコム・ワンダラーズFCヘレンタル移籍した。
2005年からウィコムへ完全移籍した。2009年にワトフォードFCへ完全移籍し、途中でポーツマスFCに完全移籍した。
2010年からニューカッスル・ユナイテッドFCへ完全移籍した。同クラブでは2015年までプレーしリーグ戦150試合に出場した。2015年10月29日、チャンピオンシップのウルヴァーハンプトン・ワンダラーズFCに1か月間の短期ローンで加入し、負傷離脱したコートニー・ホースの代役を務めた。翌月15日にはローン期間を翌年1月まで延長したが、12月1日にジャマール・ラッセルズが故障したためセント・ジェームズ・パークに呼び戻された。結局スティーヴ・マクラーレンの下ではフットボールリーグカップ2試合の出場に留まり、2016年1月29日にウルヴァーハンプトンへ1年半の契約で完全移籍した。
2017年7月26日、オックスフォード・ユナイテッドFCに1年契約で移籍した。
2018年8月、ゲーツヘッドFCに移籍した。2019年1月14日からは選手兼任監督となった。
2023年10月17日、ミルトン・キーンズ・ドンズFCの監督に就任した。

## 所属クラブ

### 選手
- トーキー・ユナイテッドFC 2001
- サウサンプトンFC 2001-2005

→  トーキー・ユナイテッドFC 2003 (loan)
→  ドンカスター・ローヴァーズFC 2004 (loan)
→  ウィコム・ワンダラーズFC 2004-2005 (loan)
- ウィコム・ワンダラーズFC 2005-2009
- ワトフォードFC 2009
- ポーツマスFC 2009-2010
- ニューカッスル・ユナイテッドFC 2010-2016

→  ウルヴァーハンプトン・ワンダラーズFC 2015 (loan)
- ウルヴァーハンプトン・ワンダラーズFC 2016-2017
- オックスフォード・ユナイテッドFC 2017-2018
- ゲーツヘッドFC 2018-2023

### 指導者
- ゲーツヘッドFC 2019-2023
- ミルトン・キーンズ・ドンズFC 2023-

## タイトル
ニューカッスル
- フットボールリーグ・チャンピオンシップ : 2009-10